# Coinces
Coinces ist eine französische Gemeinde mit 498 Einwohnern (Stand: 1. Januar 2022) im Département Loiret in der Region Centre-Val de Loire. Sie gehört zum Arrondissement Orléans und zum Kanton Meung-sur-Loire. Die Einwohner werden Coinçois genannt.

## Geographie
Coinces liegt etwa 17 Kilometer nordwestlich von Orléans. Umgeben wird Coinces von den Nachbargemeinden Patay im Norden und Nordwesten, Rouvray-Sainte-Croix im Norden, Sougy im Nordosten, Bricy im Osten und Südosten sowie Saint-Péravy-la-Colombe im Süden und Westen.

## Bevölkerungsentwicklung
| Jahr                       | 1962 | 1968 | 1975 | 1982 | 1990 | 1999 | 2008 | 2018 |
| Einwohner                  | 495  | 454  | 387  | 401  | 401  | 437  | 496  | 524  |
| Quellen: Cassini und INSEE |      |      |      |      |      |      |      |      |

## Sehenswürdigkeiten
- Windmühle von Lignerolles, seit 1942 Monument historique

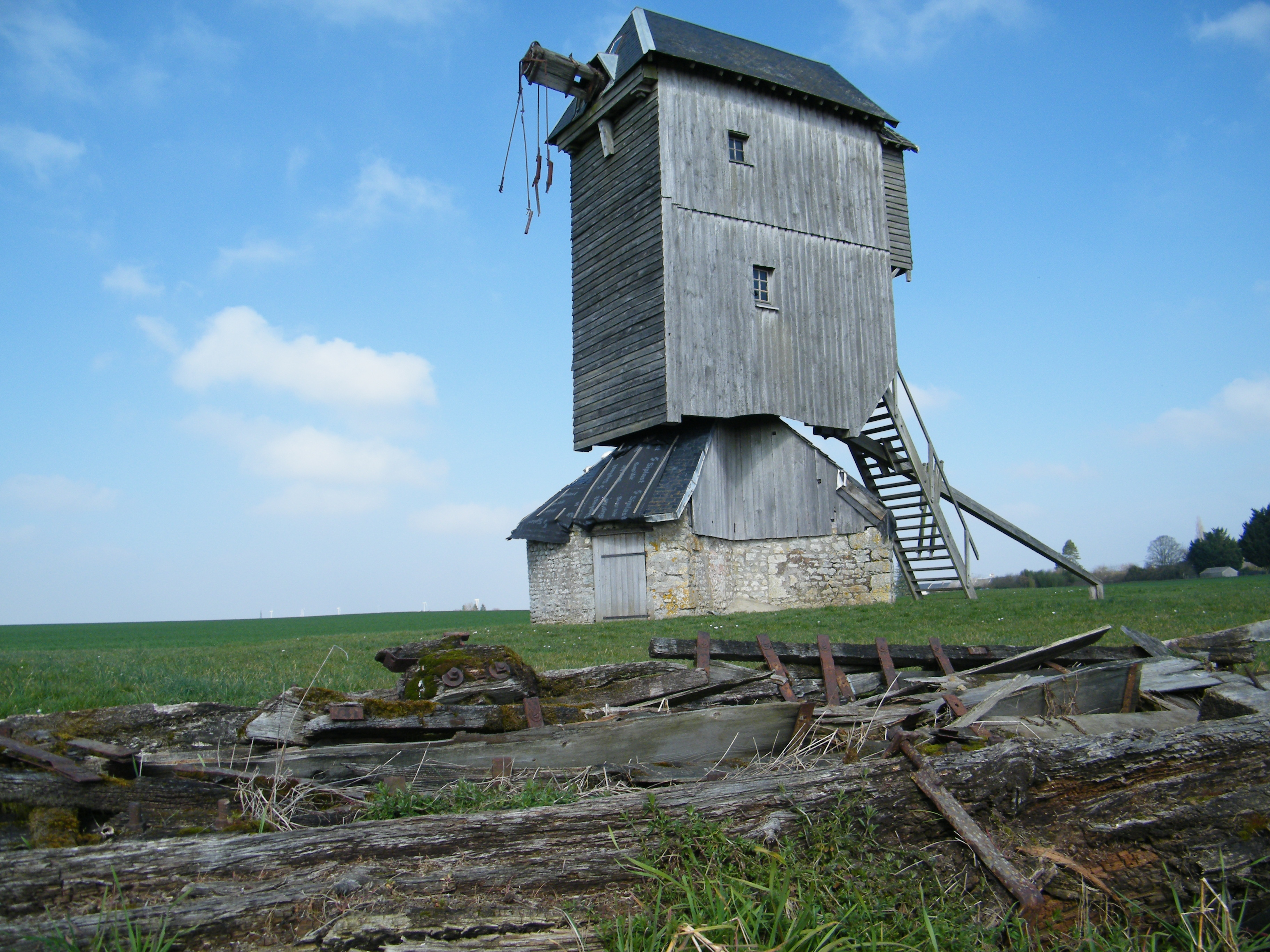
Windmühle von Lignerolles